# Kotusz
Kotusz (prononciation : [ˈkɔtuʂ]) est un village polonais de la gmina de Kamieniec dans le powiat de Grodzisk Wielkopolski de la voïvodie de Grande-Pologne dans le centre-ouest de la Pologne.
Il se situe à environ 8 kilomètres au sud de Kamieniec (siège de la gmina), à 18 kilomètres au sud-est de Grodzisk Wielkopolski (siège de la gmina et du powiat) et à 44 kilomètres au sud-ouest de Poznań (capitale régionale).

## Histoire
De 1818 à 1920, Kotusch fait partie de l'arrondissement de Kosten puis à partir de 1887, de l'arrondissement de Schmiegel dans le district de Posen au sein de la province de Posnanie.
De 1975 à 1998, le village faisait partie du territoire de la voïvodie de Poznań.

Depuis 1999, Kotusz est situé dans la voïvodie de Grande-Pologne.